# Göta Lejon (orkester)

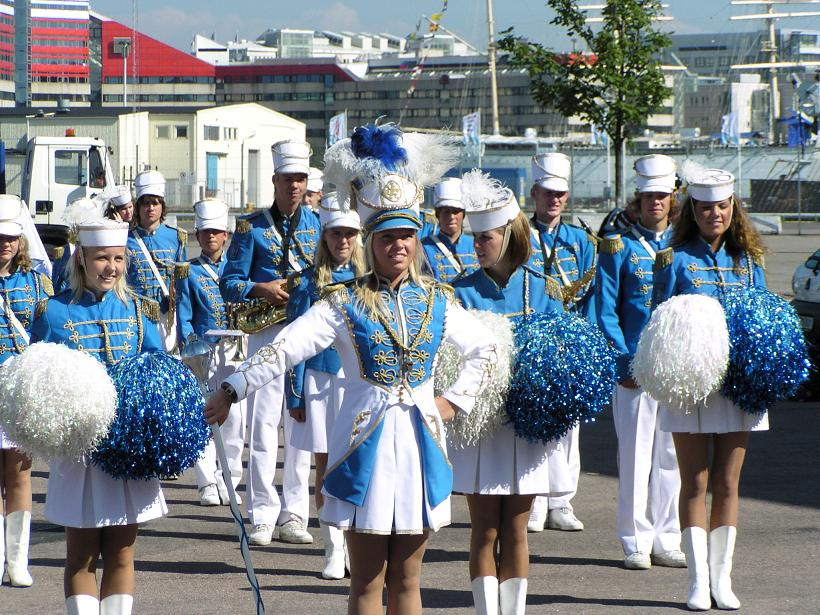
Ungdomsorkestern Göta Lejon är ett välbekant och festligt inslag under olika evenemang i Göteborg.

Göta Lejon är en ungdomsorkester verksam i Göteborg. Den består av ungdomar från 10 till 25 år och är öppen alla som är intresserade. Göta Lejon består av blåsmusiker, slagverkare samt dans- och flaggtrupper. Finansieringen består av gage samt mindre inkomster från försäljning under till exempel Haga Julmarknad. 
Göta Lejon är en fristående ideell förening och är inte kopplad till en kultur- eller musikskola.
Göta Lejon grundades år 1962, de första medlemmarna kom ifrån olika skolorkestrar. Efter grundandet i östra Göteborg, under namnet Torpaskolans blåsorkester, fick den efter några år via namnet Skolorkestern Göta Lejon hela staden som upptagningsområde. Från 1967 har den hetat Ungdomsorkestern Göta Lejon och betonat hemstaden genom att på marsch bära två tätfanor med Göteborgs stadsvapen. Orkestern började 1967 ledas av Sven Olander för ett tjugotal år framåt. Olander byggde upp Göta Lejons repertoar, införde den figurativa marschen och tillsåg att orkestern fick sina välkända blåvita dräkter, designade av Jack Fredriksson och första gången uppsydda av teaterskräddare Lennart Sparrhed.
Göta Lejon gör idag mellan 60 och 80 spelningar varje år. Man har dessutom som tradition minst en utlandsresa varje år och har flera gånger gästat Tyskland, Österrike, USA, Italien och Frankrike. 1983 spelade man framför Peterskyrkan i Rom och fick träffa påven på i det närmaste tu man hand, dock starkt påpassat av media. Orkestern har även tävlat i flera olika tävlingar. Man vann det första Svenska Mästerskapet i figurativ marsch och har även deltagit i VM för marching showbands .   
Idag kan man till exempel se Göta Lejon på den årliga cortégen eller Liseberg. Man gör även spelningar på Vallgatan, spelar på nationaldagen, i samband med Göteborgsvarvet med mera. Dessutom gör man ett stort antal spelningar för både företag och privatpersoner. 
Exempel där Göta Lejon uppträtt:
- Offentliga inrättningar

Stockholms slott
Katarinapalatset, St Petersburg
Vita Huset, Washington D.C
FN-huset, New York
Schönbrunn, Wien
Versailles, Paris
Vatikanstaten, för Påven Johannes Paulus II
- Nöjesparker

Liseberg
Disneyland Resort Paris
Walt Disney World
- Evenemang

Stockholm Open
Göteborgsvarvet
Friidrotts-EM
Volvo Ocean Race
- Företag

Volvo
Stena Line
Göteborgsposten

## Orkestern
Göta Lejon har i stort samma uppbyggnad som en "vanlig" blåsorkester. Det som är typiskt för Göta Lejon är att man inte använder tvärflöjt utan enbart piccola samt att man istället för tuba har sousafon. 
Göta Lejons slagverkssektion består av bastrumma, virveltrummor och cymbaler.
Danstruppen består av ungdomar mellan 14 och 25 år där fokus är Göta Lejons egna danser. 
Flaggtruppen består av ungdomar mellan 10 och 14 år med fokus på olika flaggrutiner och flaggscenerier.